# Stribog Mountains
Die Stribog Mountains (englisch; bulgarisch планина Стрибог planina Stribog) sind das größte Gebirge auf der Brabant-Insel im Palmer-Archipel westlich der Antarktischen Halbinsel. In Nord-Süd-Ausrichtung ist es 40 km lang, 15 km breit und mit dem Stavertsi Ridge nach Nordosten über den Viamata Saddle, mit den Avroleva Heights nach Osten über den Doriones Saddle und mit den Solvay Mountains nach Süden über das Aluzore Gap verbunden. Das Gebirge ist stark vergletschert, seine Westhänge sind steil und teilweise unvereist.
Britische Wissenschaftler kartierten es 1980 und 2008. Die bulgarische Kommission für Antarktische Geographische Namen benannte es 2015 nach dem slawischen Gott Stribog.